# أغوستين فونتانا
أغوستين فونتانا (بالإسبانية: Agustín Fontana) (11 يونيو 1996 في الأرجنتين - ) هو لاعب كرة قدم أرجنتيني في مركز الهجوم. لعب مع بانفيلد.

## وصلات خارجية
- أغوستين فونتانا على موقع قاعدة بيانات كرة القدم.إي يو (الإنجليزية)
- أغوستين فونتانا على موقع Soccerway.com (الإنجليزية)